# Cora (hipermarket)
Cora a fost un retailer belgian, deținut de Louis Delhaize Group, care funcționa în Franța (incluzând Martinica, Guadelupa și Guiana Franceză), Belgia și Luxemburg.

## Statistici

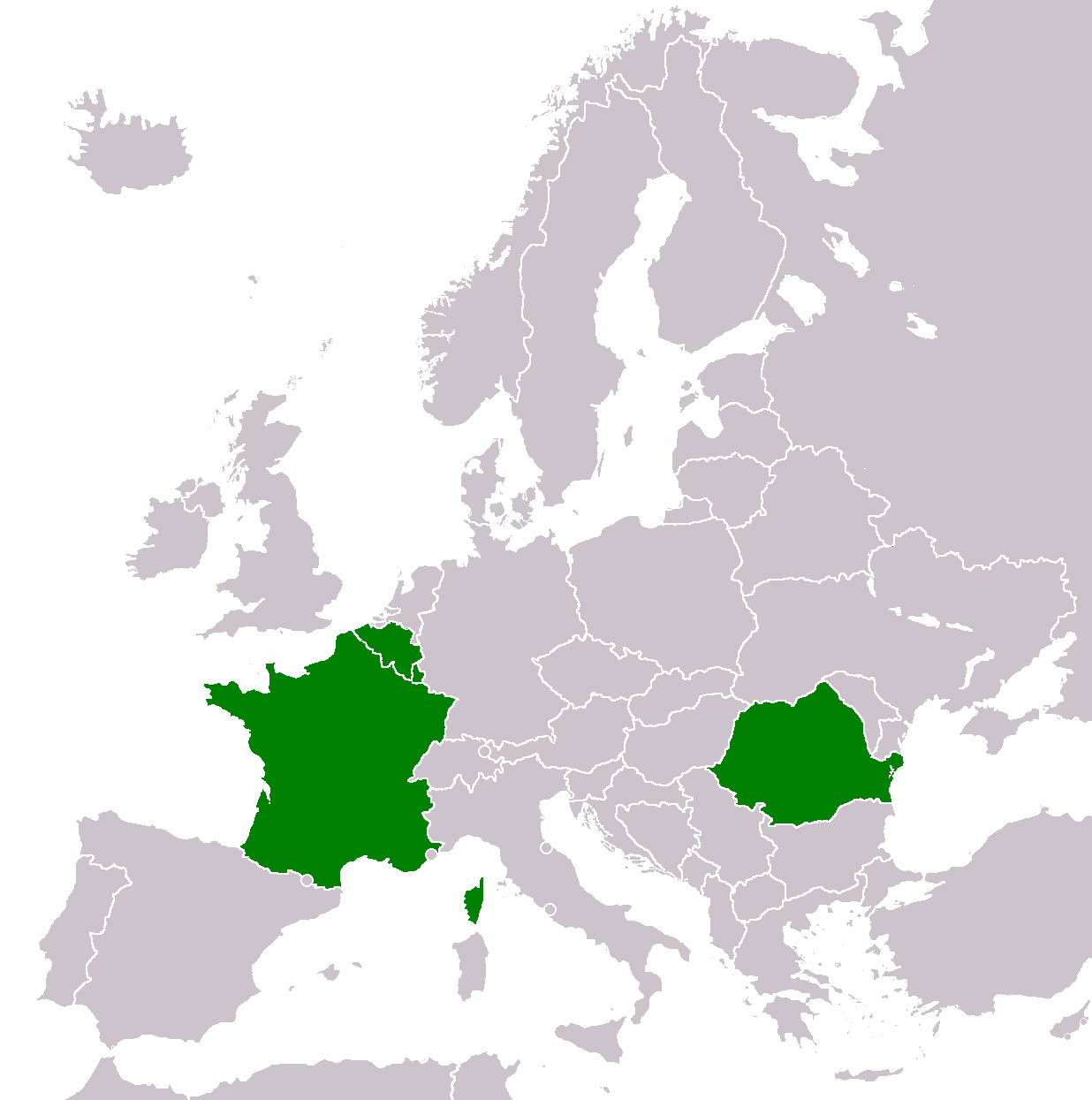
Lanțul Cora în Europa

| Țară      | Număr de hipermarket-uri |
| Franța    | 0                        |
|           |                          |
| Belgia    | 7                        |
| Antile    | 0                        |
| Luxemburg | 0                        |

## Cora în România
În România au existat peste 10 hipermarketuri Cora — patru în București (Lujerului, Pantelimon, Sun Plaza și Alexandriei), două în Constanța și câte unul în urmǎtoarele orașe: Cluj-Napoca, Drobeta-Turnu Severin, Bacău, Ploiești, și Baia Mare.
Grupul Louis Delhaize a mai deținut în România și lanțurile de supermarket-uri Profi și Albinuța.
Primul hipermarket Cora din România a fost deschis la 1 octombrie 2003, pe locul unde era fabrica de betoane Granitul, în urma unei investiții de 50 de milioane de euro.
Rețeaua de hipermarketuri cora a realizat în 2008 vânzări de 400 milioane euro cu trei magazine operaționale.
În 2024, Carrefour a preluat magazinele Cora din România.
Cifra de afaceri:
- 2009: 1,6 mld. lei[6]
- 2012: 1,6 mld. lei[7]
- 2021: 1,55 mld. lei[5]
- 2023: 1,3 mld. lei[8]